# Pesegem
De Pesegem (of Pesechem, uitgesproken als 'Puhsuhgum') is een groep Bergpapoea's die de zuidelijke flanken van het Centrale Bergland van Papoea, Indonesië, bewoont of bewoonde. De gemeenschap werd ontdekt tijdens de Tweede Zuid-Nieuw-Guinea-expeditie (1909-1910) op 1500 meter hoogte in het dal van de Oro-rivier. Het contact tussen de expeditieleden en de Papoea's was bij die gelegenheid kort en vluchtig. Tijdens de Derde Zuid-Nieuw-Guinea-expeditie (1912-1913), die dezelfde route naar de "eeuwige sneeuw" volgde, werd het contact hernieuwd en trok men meer tijd uit om de groep te bestuderen en te fotograferen. Hun aantal werd destijds geschat op 700. De Pesegem bleken geen geïsoleerde groep te vormen; nabije cultureel verwante groepen waren - volgens de expeditieverslagen - de Morup en de Lokmere, maar die werden niet bestudeerd. Ook was er sprake van groepen die verder weg woonden en waarmee men op slechte voet stond.
De Pesegem spreken het Nduga, een taalfamilie uit het centrale deel van het Centrale Bergland van Nieuw-Guinea. Het lijkt waarschijnlijk dat de Pesegem en de andere genoemde groepen tot de Dani behoren.
Sinds de expedities zijn er nauwelijks nog berichten van de Pesegem. Ze wonen in een randgebied van het gebergte - waarschijnlijk daarnaar verdrongen door de talrijke, zich steeds nog expanderende westelijke Dani - dat tegenwoordig zowel fysiek als administratief moeilijk toegankelijk is. Het onderzoek naar bergvolken heeft zich verder in de twintigste eeuw voornamelijk geconcentreerd op de gebieden met grote bevolkingsconcentraties, zoals de streek rond de Wisselmeren en de Baliemvallei.